# Coustouge
Coustouge  (okzitanisch Costoja)  ist eine Gemeinde mit 116 Einwohnern (Stand 1. Januar 2022) in Frankreich. Sie liegt im Département Aude in der Region Okzitanien. Coustouge ist Teil des Gemeindeverbandes Communauté de communes Région Lézignanaise, Corbières et Minervois und liegt in der geographischen Landschaft Corbières.
Die Einwohner der Gemeinde werden   Coustougeois  genannt.
Ein Teil der landwirtschaftlichen Flächen dient dem Weinbau und die Weinberge liegen innerhalb der geschützten Herkunftsbezeichnung Corbières.
Die Gemeinde liegt im Regionalen Naturpark Narbonnaise en Méditerranée.

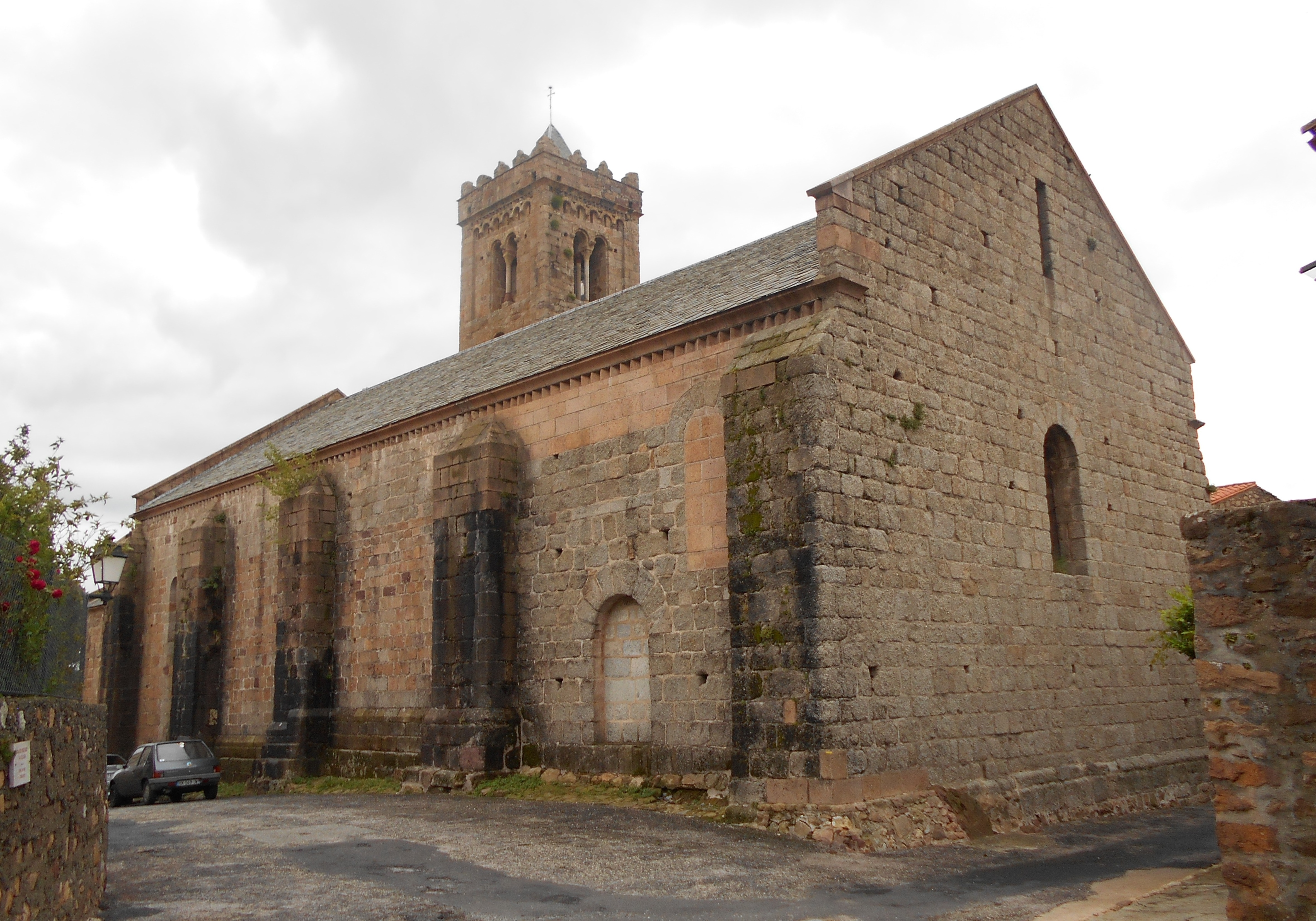
Kirche Sainte-Marie